# 奈良義成の妹
奈良義成の妹（ならよしなりのいもうと、生没年不詳）は、安土桃山時代の貞婦。和歌を好み、書をよくした。
奈良義成は、永禄年間、伏見に寓し、西岡のひと貞光久左衛門について笛をまなんだ。久左衛門は、奈良義成の妹の容色にめでて妻金氏を離別し、妹を妻にしたいともとめた。義成は、人倫にもとるとしてこれを辞し、ひそかに母と話し合い妹をさとし、野村高藤と婚を約した。たまたま三好党が乱をおこし、将軍足利義昭を本国寺におそった。義成もこれにくわわり、軍は敗れ東寺にはしった。久左衛門は、ひごろの鬱憤をはらすのはこのときにありと、義成を追った。義成は返し合せてこれに死んだ。久左衛門は伏見に行き、妹をうばった。妹はいつわって、「夫越中、左近と共に戦死し、わらわ今寡婦となりたれば、請う、君少しく哀憐を垂れ、願わくは書をもって家に致し、もって老母の情を慰めしめよ」といい、毛髪を断ち、書中に同封して久左衛門に託した。久左衛門はひとを遣わせてこれを伏見におくった。老母がひらいてこれを見ると、歌があり、「思ひ河深き淵瀬は早けれどさそふ水には名を流さめや」と、つぶさにその状を報じていた。老母はこれを見てかなしみのあまり使者の面前で自殺した。使者はおどろき帰ってこれを久左衛門に報じた。久左衛門はおおいによろこび、妹にいいよりせまった。妹はいかり、久左衛門の佩刀をうばってこれを刺し、みずからも腹を切って死んだ。
のちに、織田信長はこれをきき、久左衛門の不義不仁をにくみ、その妻女をとらえて磔刑に処した。